# Kniphofia typhoides
Kniphofia typhoides är en grästrädsväxtart som beskrevs av Leslie Edward Wastell Codd. Kniphofia typhoides ingår i Fackelliljesläktet som ingår i familjen grästrädsväxter. Inga underarter finns listade i Catalogue of Life.